# Huracán Gordon (2006)

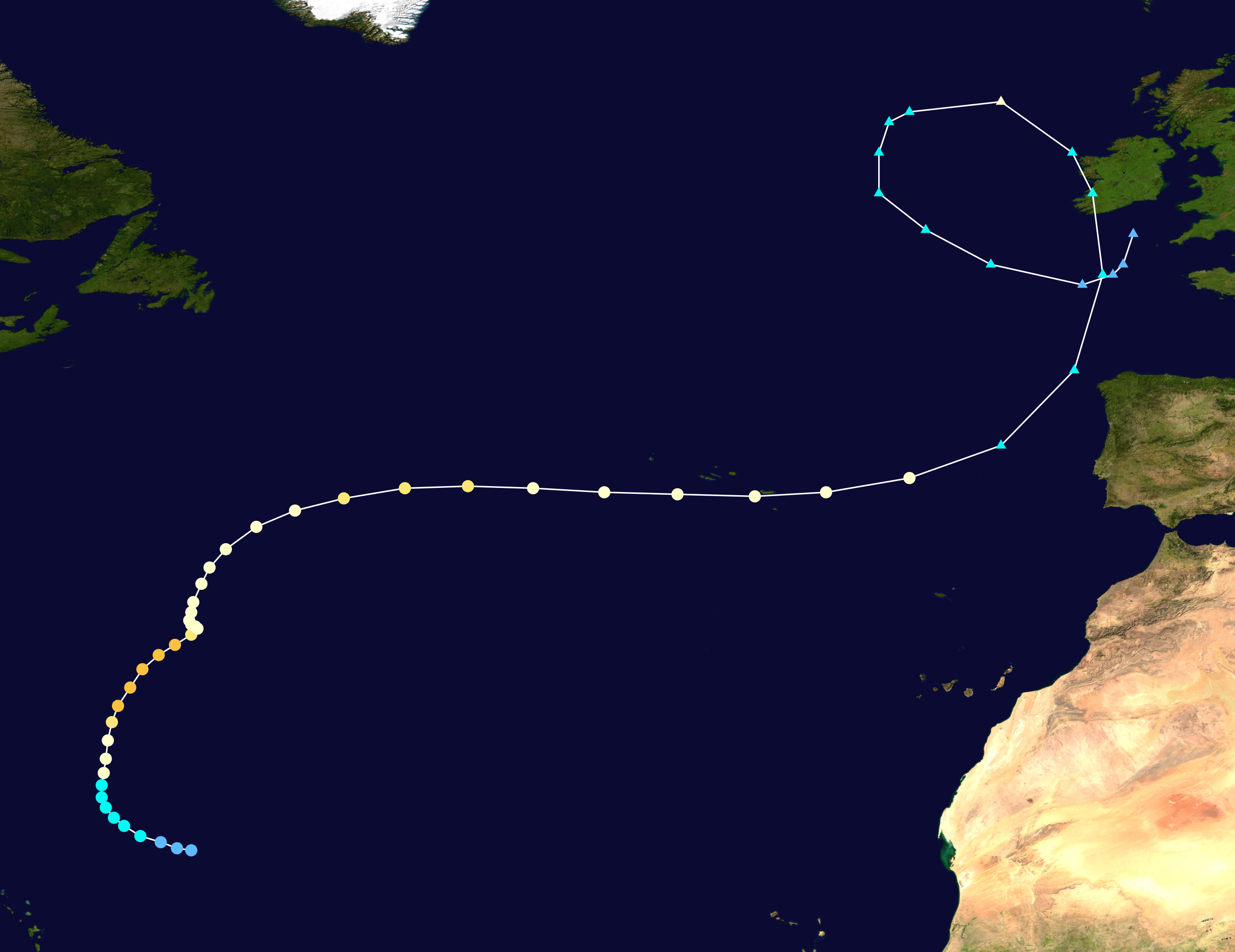
Trayectoria del Huracán Gordon.

El Huracán Gordon fue un ciclón tropical de la temporada de huracanes del Atlántico de 2006. Gordon impactó directamente las islas de Azores como huracán categoría 1 y, posteriormente, se desplazó muy cerca de la costa occidental de España hasta disiparse en la costa oeste de Europa.
Gordon se formó a unas 500 millas al noreste de las Islas de Sotavento, y atravesó en dirección noreste el océano Atlántico, alcanzando la intensidad de huracán. Sin embargo, al entrar en aguas más frías fue perdiendo intensidad, hasta pasar después de varias categorías a Depresión Extratropical. De esta forma rozó Europa, en primer lugar, España, la zona más afectada de este país fue Galicia. Sobre las 7:00 AM tocó tierras gallegas. Dos días antes también tocó las portuguesas Islas Azores y gracias a su enfriamiento al pasar por esa zona, perdió fuerza antes de llegar a España.
El Instituto Nacional de Meteorología español, o llamado INM, alertó especialmente a 3 provincias de Galicia, una de ellas fue Pontevedra, la cual llegó a registrar vientos superiores a 150km/h en el sur de la misma, y el récord (al menos conocido) de vientos más fuertes de este huracán en España fue de más de 180 km/h en la comarca de la Costa de la Muerte en La Coruña otra de las 3 provincias más afectadas y alertada por el INM, la otra fue Lugo, en la cual también hubo importantes vientos. Después de rozar España se predijo que Gordon se dirigiese a Reino Unido.
Aun así estaba previsto que la Depresión Extratropical al rozar España fuera más fuerte de lo que en realidad fue.
Los daños de "Gordon" afortunadamente no presentaron ninguna pérdida mortal, aunque en Pontevedra tuvieron que hospitalizar a un hombre. Hubo heridos a causa de desprendimientos de árboles, u otras causas distintas.
Una de las ciudades gallegas más afectadas fue Ferrol en la cual se produjo un desalojo de 76 familias después de que Gordon arrancara el tejado de dos edificios conocidos como Residencial Auditorio del barrio de Esteiro y los lanzara sobre la calle "G" posterior , produciendo desperfectos en otros cuatro edificios y en una veintena de vehículos. En Ferrol el viento no superó los 119 km/h según datos del INM.
Otro de los lugares con desperfectos fue un colegio, al que también se le desprendió el tejado sobre el recreo, no hubo víctimas, dado que la Junta de Galicia había suspendido las clases ese día.
El 1 de septiembre, una ola tropical salió de la costa oeste de África y rápidamente mostró signos de organización. Poseía un área de baja presión y algo de convección ya que el sistema se movía generalmente hacia el oeste. [1] El Centro Nacional de Huracanes (NHC) de los Estados Unidos identificó por primera vez el sistema como un área de desarrollo potencial a fines del 2 de septiembre, mientras estaba a unos 1.210 km (750 millas) al oeste-suroeste de Cabo Verde [2]. Sin embargo, un valle de nivel superior asociado con el desarrollo del huracán Florence hacia el oeste aumentó la cizalladura del viento en toda la región, lo que impidió un desarrollo significativo de ciclones tropicales durante la próxima semana. [1] Sin embargo, el 5 de septiembre, el NHC observó el potencial del sistema de tormentas para organizarse en una depresión tropical en los próximos días, [3] pero su proximidad a Florencia continuó deteniendo su fortalecimiento. [4] Para el 9 de septiembre, el canal se alejó lo suficiente del sistema para permitir que cizallara el viento, lo que indica un aumento en la actividad de tormentas convectivas. Alrededor de las 18:00 UTC de ese día, el sistema se convirtió en una depresión tropical a unos 870 km (540 millas) al estenoreste de las Antillas Menores. [1]
- Datos: Q2422495
- Multimedia: Hurricane Gordon (2006) / Q2422495